# Portbraddon

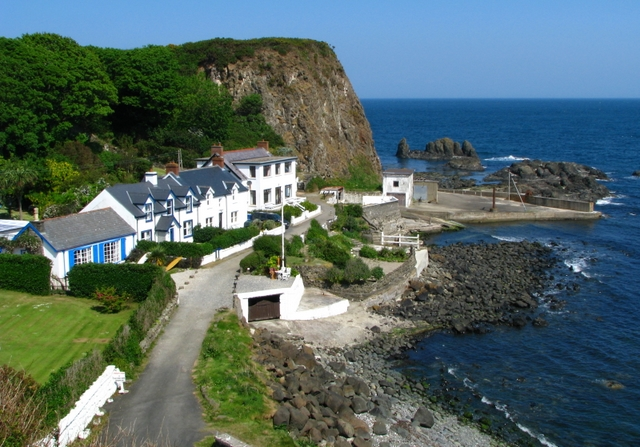
Puerto

Portbraddon o Portbraddan (del irlandés: Port Bradán, que significa "puerto del salmón"), es una aldea en el condado de Antrim, Irlanda del Norte. La aldea cuenta con una antigua estación de pesca de salmón. Un dicho popular afirma que Portbraddon contenía la iglesia más pequeña de Irlanda. Fue construido en los años 50 como un establo de vacas, que el gobierno clasificó sin investigación previa. La iglesia, que lleva el nombre de St. Gobban, mide 11 pies 4 pulgadas (3,5 m) de largo, 6 pies 9 pulgadas (2,1 m) de ancho, fue demolido en 2017 por el nuevo propietario.

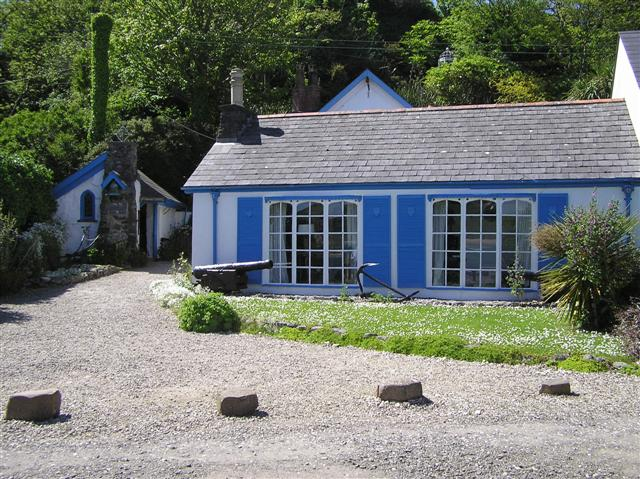
La capilla de St. Gobban, que muchos consideraban la iglesia más pequeña de Irlanda hasta 2017, se puede ver a la izquierda.